# Sheep Mesa (Wyoming)
Sheep Mesa ist ein Berg im Shoshone National Forest im Nordwesten des US-Bundesstaates Wyoming. Sein Gipfel hat eine Höhe von 3533 m und ist Teil der Absaroka Range in den Rocky Mountains. Der Berg befindet sich rund einen Kilometer nördlich des Fortress Mountain und liegt am südlichen Ende des Blackwater Canyon.